# Elecciones provinciales de La Pampa de 2003
Las Elecciones generales de La Pampa de 2003 se realizaron el 26 de octubre de ese año para elegir gobernador, vicegobernador y 26 diputados provinciales. El resultado estableció que el peronista Carlos Verna fuera electo gobernador.

## Reglas electorales
- Gobernador y vicegobernador electos por mayoría simple.
- 21 diputados, la totalidad de los miembros de la Cámara de Diputados Provincial. Electos por toda la provincia por sistema d'Hondt con un piso electoral de 3 %.

## Primarias

### Partido Justicialista
| Fórmula               | Fórmula               | Lista                 | Lista                            | Votos     | %         |
| Gobernador            | Vicegobernador        | Lista                 | Lista                            | Votos     | %         |
| --------------------- | --------------------- | --------------------- | -------------------------------- | --------- | --------- |
| Carlos Verna          | Norma Haydée Durango  |                       | Lista A - Convergencia Peronista | 33.088    | 81,77     |
| Santiago Giuliano     | Jorge Antonelli       |                       | Lista B - Nueva Generación       | 7.376     | 18,23     |
| Votos positivos       | Votos positivos       | Votos positivos       | Votos positivos                  | 40.464    | Sin datos |
| Votos en blanco       | Votos en blanco       | Votos en blanco       | Votos en blanco                  | Sin datos | Sin datos |
| Votos nulos           | Votos nulos           | Votos nulos           | Votos nulos                      | Sin datos | Sin datos |
| Participación         | Participación         | Participación         | Participación                    | Sin datos | Sin datos |
| Electores registrados | Electores registrados | Electores registrados | Electores registrados            | Sin datos | 100       |
| Fuente:               |                       |                       |                                  |           |           |

### Unión Cívica Radical
| Fórmula                | Fórmula               | Lista                 | Lista                 | Votos     | %         |
| Gobernador             | Vicegobernador        | Lista                 | Lista                 | Votos     | %         |
| ---------------------- | --------------------- | --------------------- | --------------------- | --------- | --------- |
| Francisco Torroba      | Claudio Gordillo      |                       | Lista I               | 5.539     | 60,28     |
| Claudio Pérez Martínez | Juan Carlos Rodríguez |                       | Lista H               | 3.650     | 39,72     |
| Votos positivos        | Votos positivos       | Votos positivos       | Votos positivos       | 9.189     | Sin datos |
| Votos en blanco        | Votos en blanco       | Votos en blanco       | Votos en blanco       | Sin datos | Sin datos |
| Votos nulos            | Votos nulos           | Votos nulos           | Votos nulos           | Sin datos | Sin datos |
| Participación          | Participación         | Participación         | Participación         | Sin datos | Sin datos |
| Electores registrados  | Electores registrados | Electores registrados | Electores registrados | Sin datos | 100       |
| Fuente:                |                       |                       |                       |           |           |

## Elecciones generales

### Gobernador y vicegobernador
| Fórmula                 | Fórmula                   | Partido               | Partido                                                    | Votos     | %         |
| Gobernador              | Vicegobernador            | Partido               | Partido                                                    | Votos     | %         |
| ----------------------- | ------------------------- | --------------------- | ---------------------------------------------------------- | --------- | --------- |
| Carlos Verna            | Norma Haydée Durango      |                       | Partido Justicialista                                      | 77.910    | 48,96     |
| Francisco Torroba       | Guillermo José di Liscia  |                       | Frente Alternativa Pampeana                                | 40.771    | 25,62     |
| Néstor Ahuad            | Irma Adriana García       |                       | Frente para la Victoria - ARI - MID - Acción Desarrollista | 31.701    | 19,92     |
| Jesús Alberto Naval     | Oscar Mario Sosa          |                       | Pueblo Nuevo                                               | 2.812     | 1,77      |
| Juan Pedro Esponda      | Rubén María Corral        |                       | Partido Humanista                                          | 2.782     | 1,75      |
| Eduardo Carlos Castro   | Horacio Rubén Indelangelo |                       | Alianza Movimiento de Unidad Popular (PSA - Pueblo Unido)  | 1.766     | 1,11      |
| Rodolfo Hernán Landucci | Guillermo Oscar Peralta   |                       | Partido Popular de la Reconstrucción                       | 1.385     | 0,87      |
| Votos positivos         | Votos positivos           | Votos positivos       | Votos positivos                                            | 159.127   | Sin datos |
| Votos en blanco         | Votos en blanco           | Votos en blanco       | Votos en blanco                                            | Sin datos | Sin datos |
| Votos nulos             | Votos nulos               | Votos nulos           | Votos nulos                                                | Sin datos | Sin datos |
| Participación           | Participación             | Participación         | Participación                                              | Sin datos | Sin datos |
| Electores registrados   | Electores registrados     | Electores registrados | Electores registrados                                      | Sin datos | 100       |
| Fuente:                 |                           |                       |                                                            |           |           |

### Cámara de Diputados
| Partido               | Partido                                                    | Votos     | %         | Bancas | Electos |
| --------------------- | ---------------------------------------------------------- | --------- | --------- | ------ | --- |
|                       | Partido Justicialista                                      | 72.632    | 48,21     | 14/26  | Ver electos: - Elsa Ester Labegorra - César Horacio Ballari - José Carlos Pérez - Marta Elena Cardoso - Rodolfo José Iturrioz - Oscar Alberto Pepa - María Patricia Lavín - Roberto Ricardo Robledo - Jorge Horacio Feliú - Antonia Josefa Alegre - Rodolfo Calvo - Jorge Alberto Lezcano - Mara Isabel Schattenhofer - Alicia Ester Re |
|                       | Frente Alternativa Pampeana                                | 40.797    | 27,08     | 7/26   | Ver electos: - Julio César Bergues - Ricardo Oscar Consiglio - Delia Braun de Berhongaray - Mario Luis Cayre - Adrián Peppino - María Josefa Díaz - Carlos Guillermo Faus |
|                       | Frente para la Victoria - ARI - MID - Acción Desarrollista | 27.962    | 18,56     | 5/26   | Ver electos: - César Ignacio Rodríguez - Juan Carlos Scovenna - Delia Esther Gette - Héctor Alfredo Mariani - José Luis Ananía |
|                       | Pueblo Nuevo                                               | 3.050     | 2,02      |        | |
|                       | Partido Humanista                                          | 2.871     | 1,91      |        | |
|                       | Alianza Movimiento de Unidad Popular (PSA - Pueblo Unido)  | 1.865     | 1,24      |        | |
|                       | Partido Popular de la Reconstrucción                       | 1.495     | 0,99      |        | |
| Votos positivos       | Votos positivos                                            | 150.672   | Sin datos |        | |
| Votos en blanco       | Votos en blanco                                            | Sin datos | Sin datos |        | |
| Votos nulos           | Votos nulos                                                | Sin datos | Sin datos |        | |
| Participación         | Participación                                              | Sin datos | Sin datos |        | |
| Electores registrados | Electores registrados                                      | Sin datos | 100       |        | |
| Fuente:               |                                                            |           |           |        | |